# Зелендол
Зелендол (болг. Зелендол) — село в Благоевградской области Болгарии. Входит в состав общины Благоевград. Находится примерно в 6 км к юго-западу от центра города Благоевград. По данным переписи населения 2011 года, в селе  проживало 220 человек, преобладающая национальность — болгары.

## География
Зелендол находится на второстепенной дороге № 106, проходящей в Софию из Республики Македонии. София в 97 км, Благоевград в 4,3 км к востоку, а граница с Республикой Македонией в 26 км от села. Неподалёку сёла: Болгарчево и Покровник. В сторону Благоевграда, в 1,5 км восточнее села, протекает река Струма.

## Население
| Год     | 1934 | 1946 | 1956 | 1965 | 1975 | 1985 | 1992 | 2001 | 2011 |
| ------- | ---- | ---- | ---- | ---- | ---- | ---- | ---- | ---- | ---- |
| Жителей | 324  | 340  | 361  | 299  | 278  | 254  | 236  | 223  | 220  |

|  |